# Crouch End
Crouch End – dzielnica Londynu, leżąca w gminie Haringey. W 2011 dzielnica liczyła 12 395 mieszkańców.